# Taça Schalke 04
A Taça Schalke 04 foi um torneio amistoso de futebol disputado entre os dias 2 e 3 de agosto de 2014. Foi organizado pelo clube da Bundesliga Schalke 04 e pela empresa suíça Kentaro AG, tendo os seus jogos sendo disputados na Veltins-Arena.
Participaram quatro equipes, a equipe organizadora o Schalke 04 da Bundesliga, o Newcastle e o West Ham da Premier League e o Málaga da La Liga. A primeira partida de cada dia foi iniciada às 15:30 horas CET, com a segunda partida de cada dia iniciando às 17:45 horas CET. O Schalke 04 disputou a segunda partida em ambos os dias.
Cada partida na Taça Schalke 04 teve dois tempos de duração padrão, 2 de 45 minutos cada. Os pontos foram computados de acordo com um sistema especial, com os vencedores de cada jogo recebendo os três pontos habituais. No entanto, se um jogo terminou empatado após os 90 minutos, ele partiria direto para os pênaltis. Os vencedores das disputas de penalidades máximas ganhariam dois pontos, e os perdedores um único ponto. A equipe com o maior número de pontos após os dois jogos ganharia o troféu.

## Classificação
| Pos. | Equipes    | P | J | V | E | D | GP | GC | SG | %   | Resultado |
| ---- | ---------- | - | - | - | - | - | -- | -- | -- | --- | --------- |
| 1    | Málaga     | 6 | 2 | 2 | 0 | 0 | 5  | 1  | +4 | 100 | Campeão   |
| 2    | Newcastle  | 3 | 2 | 1 | 0 | 1 | 4  | 4  | 0  | 50  |           |
| 3    | West Ham   | 2 | 2 | 0 | 1 | 1 | 0  | 2  | -2 | 33  |           |
| 4    | Schalke 04 | 1 | 2 | 0 | 1 | 1 | 1  | 3  | -2 | 16  |           |

## Jogos

### Primeiro dia
| 2 de agosto | Málaga                           | 3 – 1     | Newcastle   | Veltins-Arena, Gelsenkirchen     |
| 15:30 CEST  | Darder 25' · Castillejo 32', 43' | Relatório | 60' Obertan | Árbitro: ALE Christian Bandurski |

| 2 de agosto | Schalke 04 | 0 – 0     | West Ham | Veltins-Arena, Gelsenkirchen |
| 17:45 CEST  |            | Relatório |          | Árbitro: ALE Guido Winkmann  |

|                                                                                  |       | Penalidades                                          |  |
| Neustädter Meyer Papadopoulos Felipe Santana Dennis Aogo Itter Sobottka Borgmann | 6 – 7 | Nolan Collins Vaz Tê Lee Poyet O'Brien Potts Lletget |  |

### Segundo dia
| 3 de agosto | Málaga                            | 2 – 0     | West Ham | Veltins-Arena, Gelsenkirchen |
| 15:30 CEST  | Rescaldani 22' · Luis Alberto 24' | Relatório |          | Árbitro: ALE Arne Aarnink    |

| 3 de agosto | Schalke 04    | 1 – 3     | Newcastle                              | Veltins-Arena, Gelsenkirchen   |
| 17:45 CEST  | Avdijaj 90+1' | Relatório | 18' Rivière · 54' Aarons · 72' Cabella | Árbitro: ALE Thorsten Kinhöfer |

## Premiação
| Taça Schalke 04            |
| Espanha                    |
| -------------------------- |
| Málaga Campeão (1º título) |

## Artilheiros
2 gols
- Samu Castillejo (Málaga)

1 gol
- Sergi Darder (Málaga)
- Rescaldani (Málaga)
- Luis Alberto (Málaga)
- Gabriel Obertan (Newcastle United)
- Emmanuel Rivière (Newcastle United)
- Aarons (Newcastle United)
- Rémy Cabella (Newcastle United)
- Donis Avdijaj (Schalke 04)

## Cobertura televisiva
Na Turquia o torneio foi transmitido pela TRT Spor e no Reino Unido foi transmitido pela Quest.